# Antonio López Hernández (arquitecto)
Antonio López Hernández, La Coruña, 1879; Madrid, 16 de julio de 1950, fue un arquitecto español.
Estudió la carrera en la Escuela de arquitectura de Madrid, licenciándose en 1904. Trabajó en primer lugar como arquitecto funcionario del Ministerio de Hacienda en Sevilla, de 1906 a 1908, trasladándose a continuación a Pontevedra y La Coruña, donde contrae matrimonio con Carmen López Martínez en 1910. Continúa su trabajo para el Ministerio y actúa como arquitecto libre en diversos proyectos de esta ciudad entre 1910 y 1913. En este año se traslada a Pontevedra como arquitecto del catastro, donde residirá hasta 1932. 
En 1920 ocupará interinamente el puesto de arquitecto municipal de Pontevedra a la vez que era nombrado presidente de la Asociación de arquitectos de Galicia en esta ciudad. Vuelve a La Coruña en 1932, con una producción escasa respecto de la desarrollada en su anterior estancia y se traslada a Madrid en 1944, donde fallece.

## Obra
Durante su primera etapa coruñesa fue donde realizó sus más importantes y características edificaciones, basándose en el estilo modernista que en aquel momento imperaba en la ciudad, inspirándose principalmente en las creaciones que el arquitecto Julio Galán, entre otros, había comenzado a levantar en la ciudad.
Comenzó con la realización de obras menores, como la del bajo de la calle Real 45, dónde acometió la reforma para instalar una zapatería. Ya en este primer trabajo se advertía su tendencia hacia las líneas verticales, los arcos rebajados, los adornos florales y los círculos atravesados por tres bandas. En esta obra comenzó a utilizar los nuevos materiales para la construcción que se estaban difundiendo, como el hormigón armado con moldes de escayola para los bajorrelieves, madera para puertas y falsos apoyos de los balcones de hierro fundido para los enrejados. Utiliza aún una composición académica en tres ejes de simetría, que hace que cada una de las partes mantenga su autonomía y que no se complementen en una unidad. En su segunda reforma para un bajo comercial, realizada en 1912, ya se notaba el abandono de esta postura, al realizar una composición única con un único eje de simetría.
Anteriormente a esta reforma, levantó su primer edificio importante. Fue el realizado en octubre de 1911 para Aurelio Fernández en la calle de San Andrés, 114. Este constaba de bajo, principal y dos pisos destinados a alquiler. El promotor instaló su comercio en el bajo y unió con este el principal por una escalera interior, para fijar en él su residencia. El arquitecto desarrolla en esta obra una tipología de tres huecos, organizando la fachada en esta disposición y dándole distintos matices según se ascendía por ella. Así, el bajo constaba de tres huecos muy anchos, en los que se abría la puerta en medio y dejaba a ambos lados escaparates con el único apoyo de la estructura metálica. En el principal, estos tres huecos eran sustituidos por balcones que continuaban la estructura inferior, mientras que el segundo y tercero, aunque continúan con la división en tres huecos interna, es sustituida a la vista por galerías con nueve ventanas de guillotina. En esta obra aparece lo que va a ser un tema clave en el estilo de Antonio López, la esbeltez en la composición de líneas verticales que acentúan la sensación ascensional, superando el alero y prolongándose en pequeños pináculos decorativos. La ornamentación está formada por añadidos florales, serigrafiados geométricos, marcando las divisiones con sutiles arcos rebajados, diseñados a su vez con ornamentaciones vegetales. Este edificio ha sido actualmente demolido.
Posteriormente a este edificio, realizó la llamada Casa Salorio en 1912, una de los que actualmente aún persisten. Se trata de una casa esquinera en una parcela triangular, compuesta de bajo y tres plantas, entre las calles Rubine y Modesta Goicouría, con vistas a la Plaza de Pontevedra. Este edificio, quizás por imposición del propietario o por la extraña configuración de la parcela, es una de sus obras más académicas. Posteriormente se le añadió en 1925 un cuerpo de buhardillas en una nueva planta. La mano del arquitecto se advierte en la estrechez de la ventanas de las galerías, partidas solamente por elementos verticales. El edificio es muy sobrio, con la decoración limitada a pequeños motivos florales, por lo que es polémica su clasificación como modernista. Sin embargo, el uso de nuevas soluciones técnicas, como la colocación exterior de las persianas, que luego se repetiría en otros edificios, como la Casa Barrié, o la instalación de un ascensor, verdadero lujo para la época en una casa particular, ya que en aquel momento era el tercero que se instalaba en la ciudad. El estilo modernista se deja ver en la reja que protege el ascensor y que remata los pasamanos de las escaleras.
El siguiente edificio por él diseñado fue una pequeña casa en la calle San Andrés 69-71, en una parcela típica del barrio de la pescadería, medianera con otras dos casas. Es una parcela para dos huecos, con los que se compondrá su estructura de bajo, principal y tres pisos. El bajo se desarrollará, sin embargo, en tres, con escaparate central y puertas a ambos lados, una para el comercio y otra para acceder a los pisos. Esta división se resolverá en los pisos superiores a base de ornamentos. El balcón del principal volverá a los dos huecos, dividido por tres columnas centrales. Los pisos superiores se dotarán de galerías divididas en cinco partes con las habituales ventanas de guillotina. La planta baja se ha perdido, fruto de las sucesivas reformas de los comercios que en ella se han instalado, pero se conservan los decorados de motivos florales en cemento armado y los serigrafiados de círculos con tres bandas de las plantas superiores.

### Casa Arambillet
El buen hacer de estos edificios aumentó el prestigio del joven arquitecto en la ciudad, con lo que consiguió proyectos de mayor envergadura. Así, le fue contratado por la Vda. de Zaragüeta la construcción de un edificio en la Plaza de Lugo 13, en abril de 1912. Para esta señora ya existía un proyecto del arquitecto Julio Galán, cuya planta era prácticamente igual al que después realizó Antonio López, variando completamente las fachadas. Aunque dibujado a la vez que el edificio de la calle San Andrés, este varia sus conceptos ampliamente. Se propuso el arquitecto realizar una variación de las tradicionales galerías en cemento armado, dejando en un segundo plano la madera tradicional. Disfrutó de un mayor presupuesto, lo que le permitió dar a la fachada una mayor consistencia, grabando sobre el cemento la decoración en aras de una mayor duración y vistosidad.
Tiene parecida composición al edificio de San Andrés, con bajo con portal y comercio, principal con balcón, segundo y tercero con galerías y coronado por una cuarta planta. Adaptado en tres huecos, los mantendrá en toda su altura, rematado por un arco de medio punto y una clave.
Los elementos ornamentales aparecen trabajados con mayor libertad que en anteriores composiciones, con ciertas diferencias según se va ascendiendo por la fachada, comenzando por rostros femeninos, siguiendo con varios elementos florales y animales, rematando con una cara de mujer a medio relieve en la clave. Otra de las técnicas que empleó fueron los arcos rebajados, que van acentuando su curvatura a medida que se asciende por la fachada y sirven para absorber la tensión generada, acabando en un único arco superior.
Este edificio es el más representativo de su estilo de los que aún sobreviven en La Coruña.

### Casa Gradaílle
Este edificio es considerado la cumbre de los creados por Antonio López. Se trata de un trabajo complejo, del que se conocen varios proyectos de fachada aparte del que al final se impuso. Se realizó en el Cantón Pequeño 6, en los solares que dejaron tres casas demolidas para levantar esta. La combinación de un gran solar en una de las mejores zonas de la ciudad y un propietario acomodado (un conocido oftalmólogo coruñés), contribuyeron a obtener del arquitecto su mejor obra.
Los dibujos de la fachada prometían un edificio impresionante, pero fueron simplificados durante su construcción por el dueño, quizás porque el autor no pudo acabarla, al trasladarse a Pontevedra, o por imposiciones económicas derivadas del comienzo de la gran guerra. En todo caso, el resultado construido era la mejor obra de Antonio López, pero el edificio fue derribado en 1975, sustituido por una anodina casa y perdiendo la ciudad una de las mejores muestras del modernismo.
En este edificio se condensaban las variaciones de los temas preferidos por López y se añadían otros nuevos. Se repetían la composición en tres cuerpos de la fachada principal, con el balcón del piso principal como intermediario entre el bajo y los pisos superiores, superándose los aleros con montantes verticales que formaban la barandilla de la azotea; persianas exteriores, cemento armado decorado reinterpretando las galerías.
Entre las novedades se incorporan órdenes y subdivisiones distintas, que daban más niveles de lectura a la fachada, ganando en complejidad; el añadido de un invernadero algo retrasado en los tejados, la inclusión de más balcones, miradores y azoteas, con lo que el conjunto ganaba en tridimensionalidad.
En el orden decorativo, se repiten muchos de los temas utilizados anteriormente, pero mejorando la decoración de la filigrana del enrejado de fundición en balcones y azotea, y empleándose en gran profusión en puertas, ventanas, escaparates, etc. Esta es la última de sus construcciones en que imperaba el estilo modernista, cuyo fin ya se auguraba.

### La Terraza

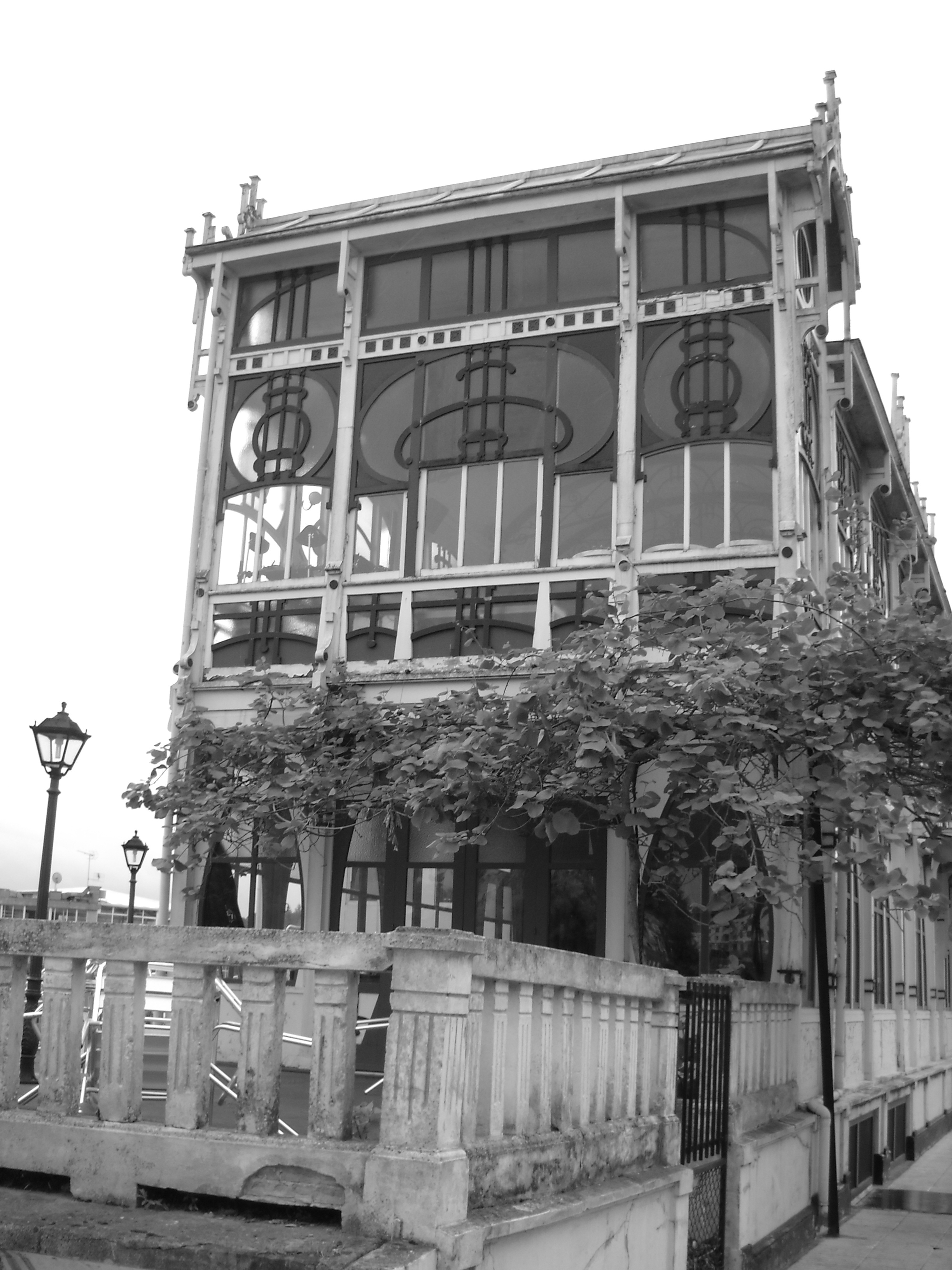
La Terraza.

A la vez que se desarrollaba el proyecto de la Casa Gradaílle, comenzó el proyecto de ampliación de La Terraza. Esta era una edificación situada entre los Jardines de Méndez Núñez, recién construidos en aquel momento, y el mar. Consistía originalmente en una cafetería que se prolongaba en una terraza y que tenía otra descubierta en la azotea. 
El proyecto de Antonio López incluía la sustitución de los toldos inferiores y el cierre de la planta superior, lo que realizó añadiendo ventanales a base de madera y vidrio, con vigas decoradas para sostener el techo de zinc. Era su primer trabajo de este tipo, por lo que difiere de los realizados por él para edificios de viviendas. Al ser concesiones por un corto número de años, se utilizaron materiales perecederos. López diseñó un edificio de madera, hierro y vidrio, con la posibilidad de ser desmontado, lo que sucedió en 1920 con su traslado a Sada.
La composición era simétrica en tres cuerpos, con escaleras laterales para acceder al piso superior. Tenía dos puertas que dividían la fachada en tres partes, aunque en este caso las líneas eran marcadamente horizontales. Se divide la fachada con cuerpos decorativos en madera y vidrio policromado de distintos anchos, que se van alternando. La decoración vuelve a estar formada por diseños florales y las sempiternas tres bandas verticales.

## Últimos trabajos
López realizó otros trabajos después de abandonar La Coruña, como la reforma de un ático en la calle Fernández Latorre en septiembre de 1914, cuando ya estaba en Pontevedra, o varios edificios en esta última ciudad de estilo regionalista y, a su vuelta a La Coruña, otro edificio en la calle Santiago de la Iglesia 10, en 1939, de un estilo racionalista.
Pero sus principales trabajos son los reseñados de estilo modernista, combinando las tradicionales galerías con los elementos arquitectónicos propios del estilo, con gran profusión de decoración floral en los elementos de estructura. El principal interés de su trabajo se centra en las fachadas, ya que los diseños de interiores no diferían de los realizados por arquitectos más académicos. Su estilo procuraba armonizar el conjunto en una unidad de composición y fomentaba la verticalidad con el añadido de remates que superaban los tejados para formar la tendencia ascensional que impregna toda su obra.